# 調達
調達（ちょうたつ、英: procurement）とは、品物や金銭、サービス、労働力などを用意することである。必要な財物を使える状態にすれば良いので、購入（取得）するだけでなく、賃借（リース）することも多い。金銭の場合には資金調達と呼ぶ。
ロジスティクスにおける調達とは、企業の購買活動である。購入の対象は原材料、その他の消費財のほか、機械、オフィス用品、建物等の購入まで含むとされる。
最近の調達方法には電子調達があり、調達の考え方としてグリーン調達などがある。